# Jiří Adam
Jiří Adam (* 12. října 1950 Praha, Československo) je bývalý československý reprezentant v moderním pětiboji a šermu. Po ukončení aktivní sportovní kariéry se stal trenérem, nejprve v tréninkovém středisku mládeže, později u české ženské a nakonec mužské reprezentace. Jeho největším sportovním úspěchem je zisk stříbrné olympijské medaile ze soutěže družstev v moderním pětiboji v Montrealu 1976.

## Život
Modernímu pětiboji se Adam začal věnovat již na základní škole. Jeho trenérem byl nestor československého moderního pětiboje, Karel Bártů. Adamovými nejsilnějšími disciplínami byla střelba a šerm, kterému se věnoval též sólově. V letech 1973 až 1979 reprezentoval Československo na mistrovstvích světa, pokaždé však bez výraznějšího úspěchu.
Jediný rok, ve kterém se dokázal výrazněji prosadit, byl olympijský rok 1976. Krátce před začátkem her se blýskl 3. místem v individuálním závodě na prestižním závodě v Budapešti na které navázal 2. místem v soutěži družstev v Montrealu. Začátek soutěže, do které šel jako opora týmu, kterému trenér vytkl za cíl 6. místo, se však Adamovi vůbec nevydařil. Stejně jako zbytek týmu, nezvládl jízdu na koni, navíc si ještě vážně poranil stehenní sval. V šermu kordem se však československý tým dokázal probojovat do průběžného vedení, které dokázal udržet i po střelbě. V té byl nejlepším závodníkem z celého pole právě Adam. Ten ještě dokázal zaplavat své osobní maximum v bazénu, horší to však bylo v terénním běhu. Nakonec však československé mužstvo ve složení Adam, Bártů a Starnovský obsadilo s 15 451 body druhé místo za týmem Velké Británie. V individuálním závodě se Adamovi tak nedařilo a obsadil 29. místo.
Na hrách v Moskvě v roce 1980 byl Adam členem družstva kordistů a společně s Jurkou, Holubem, Dubou a Kubištou skončil na 6. místě.